# روجي ستونا
روجي ستونا (من مواليد 26 فبراير 1999) هو لاعب ألعاب قوى جامايكي يتنافس في رمي القرص. حطم الرقم القياسي الأولمبي ليفوز بالميدالية الذهبية في حدث رمي القرص للرجال ضمن الألعاب الأولمبية الصيفية 2024 وبذلك أصبح أول جامايكي يفوز بالبطولة الأولمبية في حدث رمي القرص.

## نشأته
بدأ مسيرته في رياضة الرمي في المدرسة الثانوية في مدرسة روسيا الثانوية في هانوفر، حيث فاز بمسابقة رمي القرص للفئة الثانية للبنين في بطولة الغرب عام 2014. ثم التحق بمدرسة سانت جاغو الثانوية في المدينة الإسبانية، جامايكا. كما التحق بجامعة كليمسون، حيث حصل في عام 2022 على درجة البكالوريوس في الهندسة الصناعية، والتحق بجامعة أركنساس.

## مسيرته الرياضية

### ألعاب القوى
فاز بالميدالية الذهبية في رمي القرص في بطولة أمريكا الشمالية والوسطى ومنطقة البحر الكاريبي لألعاب القوى تحت 23 عامًا 2019 في المكسيك. فاز بالميدالية الفضية في رمي القرص في بطولة أمريكا الشمالية والوسطى ومنطقة البحر الكاريبي لألعاب القوى تحت 23 عامًا 2019 خلف مواطنه كاي تشانغ.
تأهل إلى نهائي رمي القرص في رمي القرص للرجال ضمن دورة ألعاب الكومنولث 2022 في برمنغهام، وحصل على المركز السادس في الترتيب العام. حل وصيفًا للاعب تيرنر واشنطن في رمي القرص في بطولة الرابطة الوطنية لألعاب القوى الجامعية القسم الأول لألعاب القوى داخل الصالات المغلقة لعام 2024 في أوستن، تكساس في يونيو 2023. تنافس في رمي القرص للرجال في بطولة العالم لألعاب القوى 2023 في بودابست، حقق رمية مسافة 62.57 مترًا.
في أبريل 2024، حقق ستونا علامة التأهل لرمي القرص في دورة الألعاب الأولمبية الصيفية 2024 بحصوله على المركز الثاني في بطولة أوكلاهوما ثرو سيريز العالمية للدعوة، بمسافة شخصية أفضل بلغت 69.05 مترًا. ثم فاز برمي القرص في سباق الجائزة الكبرى في لوس أنجلوس في مايو 2024 برمية بلغت 66.93 مترًا. في يوليو 2024، تم اختياره رسميًا للمنتخب الجامايكي في دورة الألعاب الأولمبية الصيفية 2024.
في دورة الألعاب الأولمبية الصيفية 2024 في باريس، فرنسا، حصد ستونا الميدالية الذهبية في رمي القرص للرجال. وحقق أفضل رقم شخصي جديد ورقمًا قياسيًا أولمبيًا برمية 70.0 مترًا في الجولة الرابعة، متجاوزًا صاحب الميدالية الفضية ميكولاس ألكنا، الذي حطم الرقم القياسي الأولمبي لوالده فيرجيليوس ألكنا الذي دام 20 عامًا قبل دقائق فقط برمية 69.97 مترًا. وكان هذا الفوز أول ميدالية ذهبية أولمبية لجامايكا في مسابقة رمي، وثاني ميدالية أولمبية إجمالًا، بعد برونزية منافسة رمي الجلة قبل ثلاثة أيام. وكانت هذه أيضًا الميدالية الذهبية الوحيدة لجامايكا في أولمبياد باريس 2024.
نافس في ستوكهولم في سباق 2025 باوهاوس-جالان، وهو جزء من الدوري الماسي 2025، في يونيو 2025، حيث احتل المركز السادس في الترتيب العام.

### الدوري الوطني الأمريكي لكرة القدم
في مايو 2024، تمت دعوته إلى معسكرات تدريبية مصغرة للمبتدئين من قبل فريقي اتحاد كرة القدم الأمريكية جرين باي باكرز ونيو أورليانز ساينتس. يبلغ طوله 6 أقدام و6 بوصات ووزنه 270 رطلاً، لم يلعب كرة القدم الأمريكية بشكل تنافسي في الكلية. في ديسمبر 2024، تم الإعلان عن انضمامه إلى برنامج مسار اللاعب الدولي التابع لاتحاد كرة القدم الأمريكية.

## المسابقات الدولية
| العام | المسابقة                                       | المكان                    | المركز                            | حدث                  | ملاحظة                             |
| ----- | ---------------------------------------------- | ------------------------- | --------------------------------- | -------------------- | ---------------------------------- |
| 2016  | ألعاب الكاريبي لكرة القدم (تحت 17 عامًا)        | سانت. جورج، غرينادا       | المركز الثاني                     | رمي القرص (1.5 كجم)  | 53.12 متر                          |
| 2016  | بطولة العالم للشباب تحت 20 عامًا                | بيدغوشتش، بولندا          | المركز الثالث والثلاثون (منافسات) | رمي القرص (1.75 كجم) | 62.67 متر                          |
| 2017  | ألعاب الكاريبي (تحت 20 عامًا)                   | ويلمستاد، كوراساو         | المركز الأول                      | رمي القرص (1.75 كجم) | 66.41 متر م                        |
| 2017  | بطولة ألعاب القوى الأمريكية للشباب تحت 20 عامًا | تروخيو، بيرو              | المركز الرابع                     | رمي القرص (1.75 كجم) | 58.63 مترًا                         |
| 2018  | ألعاب الكاريبي (تحت 20 عامًا)                   | ناساو، جزر البهاما        | المركز الأول                      | رمي القرص (1.75 كجم) | 63.77 مترًا                         |
| 2019  | بطولة أمريكا الشمالية لألعاب القوى تحت 23 عامًا | مدينة كويريتارو، المكسيك  | المركز الأول                      | رمي القرص            | 56.97 مترًا                         |
| 2021  | بطولة أمريكا الشمالية لألعاب القوى تحت 23 عامًا | سان خوسيه، كوستاريكا      | المركز الثاني                     | رمي القرص            | 61.21 مترًا                         |
| 2022  | ألعاب الكومنولث                                | برمنغهام، المملكة المتحدة | المركز السادس                     | رمي القرص            | 62.15 مترًا                         |
| 2023  | بطولة العالم                                   | بودابست، المجر            | المركز التاسع عشر (منافسات)       | رمي القرص            | 62.67 مترًا                         |
| 2024  | الألعاب الأولمبية                              | باريس، فرنسا              | الأول                             | رمي القرص            | 70.00 مترًا (أفضل رقم شخصي)(أولمبي) |